# 徳島県鳴門病院
地方独立行政法人徳島県鳴門病院（とくしまけんなるとびょういん）は、徳島県鳴門市撫養町黒崎にある医療機関。災害拠点病院（地域）。地域医療支援病院。
かつては健康保険鳴門病院（けんこうほけんなるとびょういん）として、全国に51ある全国社会保険協会連合会が運営する病院の一つであり、公的年金流用問題のため廃止が予定されていたが、2012年に徳島県知事飯泉嘉門と独立行政法人年金・健康保険福祉施設整理機構との間で契約が結ばれ、2013年に健康保険鳴門看護専門学校（現・徳島県鳴門病院附属看護専門学校）とともに13億6925万円で徳島県に売却され、地方独立行政法人となった。

## 診療科
- 内科
- 循環器科
- 小児科
- 外科
- 整形外科/手の外科センター
- 脳神経外科
- 皮膚科
- 形成外科
- 泌尿器科
- 産婦人科
- 眼科
- 耳鼻咽喉科
- 放射線科
- 麻酔科
- 病理

## 医療機関の指定・認定
- 保険医療機関[4]
- 指定自立支援医療機関（更生医療）[4]
- 指定自立支援医療機関（育成医療）[4]
- 身体障害者福祉法指定医の配置されている医療機関[4]
- 生活保護法指定医療機関[4]
- 指定養育医療機関[4]
- 原子爆弾被害者一般疾病医療取扱医療機関[4]
- 母体保護法指定医の配置されている医療機関[4]
- 災害拠点病院[4]
- 臨床研修病院[4]
- 特定疾患治療研究事業委託医療機関[4]
- DPC対象病院[4]
- 労災保険指定医療機関[4]
- 救急告示病院[5]
- エイズ治療拠点病院[6]
- 公益財団法人日本医療機能評価機構認定病院[7]
- このほか、各種法令による指定・認定病院であるとともに、各学会の認定施設でもある。

## 併設施設
- 徳島県鳴門病院附属看護専門学校 - 徳島県鳴門市撫養町斎田見白36-1

## 交通アクセス
- JR四国鳴門線「鳴門駅」より徒歩20分[8]
- JR四国鳴門線「鳴門駅」より徳島バスおよび鳴門市地域バス10分[8]